# Songo (Angola)
Songo é uma cidade e município da província do Uíge, em Angola.
O município é constituído pela comuna-sede, correspondente à cidade de Songo, e pela comuna de Quivuenga.